# Обжеріни
Обже́ріни (рос. Обжерины) — присілок у складі Орічівського району Кіровської області, Росія. Входить до складу Гарського сільського поселення.
Населення становить 5 осіб (2010, 14 у 2002).
Національний склад станом на 2002 рік — росіяни 100 %.